# Redemptionis Sacramentum
Redemptionis Sacramentum (Latijn voor Het Sacrament van de Verlossing) is een instructie die handelt over de eucharistieviering. Redemptionis Sacramentum werd door de Congregatie voor de Goddelijke Eredienst en de Regeling van de Sacramenten in opdracht van paus Johannes Paulus II en in overleg met de Congregatie voor de Geloofsleer opgesteld. Deze instructie werd door paus Johannes Paulus II op 19 maart 2004 bekrachtigd en op 25 maart 2004, hoogfeest van de Aankondiging van de Heer, gepubliceerd.
Deze instructie die een verduidelijking brengt ten aanzien van sommige misbruiken in de liturgie van de Eucharistie, was reeds aangekondigd door paus Johannes Paulus II in zijn encycliek Ecclesia de Eucharistia, waarin hij geschreven had : "Men moet betreuren dat er, vooral in de jaren die volgden op de postconciliaire liturgische hervorming, als gevolg van een misleid gevoel van creativiteit en aanpassing, een aantal misbruiken zijn geweest die voor velen een bron van verdriet zijn geweest. Een zekere reactie tegen 'formalisme' heeft sommigen, vooral in bepaalde streken, ertoe gebracht om de 'vormen' die de grote liturgische traditie van de Kerk en haar Leergezag had gekozen, als niet-bindend te beschouwen en om niet-goedgekeurde vernieuwingen in te voeren die soms volkomen misplaatst zijn." (EdE 52)
De instructie Redemptionis Sacramentum heeft als neventitel "Wat nageleefd en vermeden dient te worden met betrekking to de allerheiligste eucharistie" en bestaat uit een inleiding, 8 hoofdstukken en een slotwoord.
Hieronder zijn enkele paragrafen of delen ervan overgenomen, die relevant zijn voor de Nederlandse en Belgische bisdommen.
- Voorwoord (1-13)
- Hoofdstuk I - De regeling van de Heilige Liturgie (14-47)

1. De diocesane bisschop, hogepriester van zijn kudde (19-25)
2. De Bisschoppenconferentie (26-28)
3. De priesters (29-33)
4. De diakens (34-35)
- Hoofdstuk II - De deelname van de christengelovige leken aan de viering van de eucharistie

1. De actieve en bewuste deelname (36-42)
2. De taken van de christengelovige leken bij de viering van de Heilige Mis (43-47)
- Hoofdstuk III - De juiste viering van de Heilige Mis (48-79)

1. De materie van de Heilige Eucharistie (48-50)
2. Het Eucharistisch Gebed (51-56)
(51) Alleen die eucharistische gebeden mogen gebruikt worden die in het Romeins Missaal te vinden zijn of door de Apostolische Stoel wettig zijn goedgekeurd. De priester mag zich het recht niet toe-eigenen eucharistische gebeden samen te stellen.
(52) Het uitspreken van het eucharistisch gebed komt de priester toe krachtens zijn wijding. Het eucharistisch gebed dient door de priester alleen in zijn geheel te worden uitgesproken.
(55) Het misbruik dat de priester tijdens de consecratie de hostie breekt dient afgekeurd en dringend gecorrigeerd te worden.
(56) Het vermelden van de naam van de paus en de diocesane bisschop in het eucharistisch gebed mag niet achterwege blijven.
3. De andere delen van de Mis (57-74)
(62) Het is niet geoorloofd de voorgeschreven lezingen uit de bijbel naar eigen goeddunken achterwege te laten of te vervangen en het is vooral niet geoorloofd in plaats van de lezingen en antwoordpsalm andere niet-Bijbelse teksten te nemen.
(64) De homilie dient gewoonlijk door de priester die celebreert, zelf gehouden te worden ofwel door hem te worden toevertrouwd aan een concelebrerende priester of soms eventueel ook aan een diaken, maar nooit aan een leek.
(69) In de heilige mis en bij andere vieringen van de heilige liturgie mag geen symbolum of geloofsbelijdenis worden toegelaten die niet voorkomt in de officieel goedgekeurde liturgische boeken.
4. Het verbinden van verschillende riten met de viering van de Mis (75-79)
- Hoofdstuk IV - De Heilige Communie (80-107)

1. De gesteltenis betreffende het ontvangen van de Heilige Communie (80-87)
(83) Het is zeker goed dat allen die aan een viering van de heilige mis deelnemen en de juiste gesteltenis hebben, daarin de heilige communie ontvangen. Toch gebeurt het soms dat christengelovigen in groten getale en zonder onderscheid naderen tot de heilige tafel. Het is de taak van de herders een dergelijk misbruik op verstandige en krachtige wijze te corrigeren.
(87) Aan de eerste communie van kinderen dient altijd een sacramentele belijdenis en absolutie vooraf te gaan.
2. Het uitdelen van de Heilige Communie (88-96)
(88) Het komt de celebrerende priester toe om de communie uit te reiken, eventueel geholpen door andere priesters of door diakens. Slechts waar zich een dringende noodzaak voordoet, kunnen buitengewone bedienaren de celebrerende priester bijstaan volgens het recht.
(89) Het is wenselijk dat de gelovigen de communie kunnen ontvangen met hosties die in de Mis zelf zijn geconsacreerd opdat ook door tekenen beter zichtbaar wordt dat de communie een deelhebben is aan het offer dat op dat ogenblik gevierd wordt.
(94) Het is niet toegestaan dat de gelovigen de heilige hostie of de heilige kelk zelf nemen en nog minder dat zij deze van hand tot hand aan elkaar doorgeven. Bovendien moet in dezen een einde worden gemaakt aan het misbruik dat echtgenoten in de trouwmis elkaar de heilige communie geven.
3. De Communie van de priesters (97-99)
4. De Communie onder beide gedaanten (100-107)
(104) Het mag de communicant niet worden toegestaan zelf de hostie in de kelk in te dopen of de hierin ingedoopte hostie op de hand te ontvangen.
- Hoofdstuk V - Enkele andere zaken die de Eucharistie betreffen (108-128)

1. De plaats van viering van de Heilige Mis (108-109)
2. De verschillende omstandigheden van de Heilige Mis (110-116)
3. Het liturgisch vaatwerk (117-120)
(117) Voor de viering van de mis is welk gebruik dan ook af te keuren van gewoon vaatwerk of van vaatwerk van een mindere kwaliteit, of van vaatwerk dat elke kunstzinnigheid mist, of van eenvoudige mandjes of ander vaatwerk van glas, aardewerk, klei en ander materiaal dat gemakkelijk breekt.
4. De liturgische gewaden (121-128)
- Hoofdstuk VI - Het bewaren van de Allerheiligste Eucharistie en de verering ervan buiten de Mis (129-145)

1. Het bewaren van de Allerheiligste Eucharistie (129-133)
2. Enkele vormen van verering van de Allerheiligste Eucharistie buiten de Mis (134-141)
3. Processies en eucharistische congressen (142-145)
- Hoofdstuk VII - Buitengewone taken van lekengelovigen (146-168)

1. De buitengewone bedienaar van de Heilige Communie (154-160)
2. De prediking (161)
3. Bijzondere vieringen die bij afwezigheid van een priester plaatsvinden (162-167)
4. Zij die uit de clericale staat zijn weggezonden (168)
- Hoofdstuk VIII - Middelen en maatregelen tot herstel (169-184)

1. De zwaardere misdrijven (172)
2. Ernstige aangelegenheden (173)
3. Andere misbruiken (174-175)
4. De diocesane bisschop (176-180)
5. De Apostolische Stoel (181-182)
6. Aanklacht met betrekking tot misbruiken op het gebied van de liturgie (183-184)
(184) Iedere katholiek heeft het recht een klacht over een misbruik in de liturgie in te dienen bij de diocesane bisschop of bij de competente ordinaris die rechtens aan hem gelijk is, of bij de Apostolische Stoel op grond van het primaatschap van de paus. Het is evenwel passend dat een aanklacht of klacht, voor zover mogelijk, eerst aan de diocesane bisschop wordt voorgelegd. Dit dient echter steeds te gebeuren in waarheid en liefde.
- Slotwoord (185-186)

## Afgeleide documenten
Naar aanleiding van het pastoraal werkjaar van de Liturgie (2004 - 2005) heeft de Belgische bisschoppenconferentie in november 2004 een Vademecum voor de Liturgie gepubliceerd. Alhoewel dit document gebaseerd is op Redemptionis Sacramentum en er ook delen uit overneemt, wordt er met geen woord gerefereerd aan het Romeinse document.